# 니나 시마스즈코
니나 시마스코(Nina Siemaszko, 1970년 7월 14일 ~ )는 미국의 배우이다. 배우 케이시 시마스코의 동생이다.
시카고에서 태어났다.

## 영화
- 아티스트 (2011년)
- 소녀괴담 : 17살 여고생의 악몽 (2008년)
- 프라이빗 프랙티스 (2007년)
- 캐롤 크리스마스 (2003년)
- 다클링 (2000년)
- 웨스트 윙 시즌1 (1999년)
- 빅 티즈 (1999년)
- 제이콥의 거짓말 (1999년) - 로자 역
- 굿바이 러버 (1999년)
- 죽음의 질주 (1997년)
- 수어싸이드 킹 (1997년)
- 존스 (1996년)
- 대통령의 연인 (1995년)
- 플라운딩 (1994년)
- 에어헤드 (1994년)
- 레드 슈 다이어리 3 (1993년)
- 세인트 오브 뉴욕 (1993년) - 탬슨 역
- 사랑의 B&B 호텔 (1992년)
- 와일드 오키드 2 (1992년)
- 거리의 청춘 (1989년)
- 터커 (1988년)
- 운전면허 (1988년)